# Viale della Giovine Italia
Viale della Giovine Italia è un viale di Firenze, facente parte dei viali di Circonvallazione, grandi viali a numerose corsie ispirati ai boulevard parigini, e costruiti da Giuseppe Poggi ai tempi in cui la città era capitale d'Italia.

## Storia
Fu tracciato in corrispondenza dell'ultima cerchia di mura dove appunto correva via di Lungo le Mura (o via Lungo le Mura della Zecca Vecchia), e inizialmente denominato viale Carlo Alberto (Carlo Alberto Amedeo di Savoia, 1798-1849) con deliberazione della giunta comunale del marzo 1869. Successivamente fu intitolato alla mazziniana Giovine Italia con deliberazione del consiglio comunale dell'aprile 1947, confermata nel novembre 1963.
La sua realizzazione è da valutare all'interno del progetto di ingrandimento della città di Firenze redatto da Giuseppe Poggi per far fronte alle nuove necessità urbanistiche determinate dalla scelta di Firenze come Capitale d'Italia (1865-1871), e quindi in rapporto all'intervento di atterramento delle mura in modo da creare un anello di circonvallazione utile sia a collegare le zone est e ovest della città, sia ad annullare la cesura tra la Firenze storica e i nuovi quartieri periferici.
Più in particolare in questa zona il progetto prevedeva il divaricarsi delle due corsie dei viali, in modo da destinare la forca determinatasi (cioè i lotti ora occupati dalla caserma Antonio Baldissera e dall'Archivio di Stato perimetrati da questo viale, dal viale Giovanni Amendola e dal lungarno Guglielmo Pecori Giraldi) a un grande parterre verde, con bagni pubblici e stabilimenti sportivi e ricreativi, ospitati in un edificio posto dal lato del lungarno a fare da quinta scenografica al grande spazio a giardino. ll triangolo di verde previsto in realtà ebbe vita breve: nel tentativo di risolvere la complessa questione della collocazione di una caserma di cavalleria prossima al centro della città, il comune optò già nel 1881 per sacrificare la zona verde a favore dell'insediamento militare, cedendo gratuitamente all'Amministrazione Militare tutta la grande area tra il lungarno e piazza Cesare Beccaria (compreso quindi anche il lotto sul quale attualmente insiste d'Archivio di Stato), e ponendo le basi per la totale saturazione degli spazi come oggi si vede. Nel 1936, longitudinalmente e dal lato opposto all'Arno, venne eretta la Casa della Gioventù Italiana del Littorio,  incrementando così l'usurpazione degli spazi verdi. Quando, nel dopoguerra, la Casa fu abbattuta e sostituita con l'Archivio di Stato di Firenze, gli spazi verdi scomparvero definitivamente.
Dal lato della città storica, fatta eccezione per il già esistente complesso della Pia Casa di Lavoro di Montedomini, nei decenni successivi all'intervento urbanistico sorsero numerosi villini di pregio, realizzati nell'ottica della trasformazione dell'intera zona in residenziale alto borghese. 
Il viale è parte integrante della principale arteria di trasporto di Firenze, costituita dal sistema dei viali di circonvallazione; per tutta la sua lunghezza è percorso da numerose linee di trasporto pubblico urbano ed extra-urbano ed ospita una pista ciclabile su sede dedicata.
Dal settembre 2009 il viale è stato dotato di un nuovo impianto di illuminazione a ridotto consumo energetico, con lampioni a due bracci curvi in grado di fornire un'illuminazione differenziata e specifica su carreggiata e controviale.

## Descrizione
Il viale, che si snoda quasi parallelamente a viale Giovanni Amendola, collega Piazza Cesare Beccaria a Piazza Piave e ai lungarni: Lungarno della Zecca Vecchia e Lungarno Guglielmo Pecori Giraldi.
Procedendo da Piazza Beccaria verso l'Arno il viale costeggia sulla sinistra l'Archivio di Stato di Firenze e la caserma Baldissera, mentre sulla destra, tra gli altri, la sede de La Nazione, il complesso dell'ex carcere delle Murate, la Pia Casa di Lavoro di Montedomini, fino a sfociare nello slargo della Torre della Zecca in piazza Piave. Si innestano sul suo tracciato: via dei Malcontenti, via Pietro Thouar, via Ghibellina, via Duca degli Abruzzi e via dell'Agnolo.
Aperto al traffico veicolare con direzione da piazza Cesare Beccaria ai lungarni (rappresenta un'arteria centrale nel sistema di canalizzazione del traffico di penetrazione e di attraversamento della città), presenta la carreggiata asfaltata con spazi per sosta e parcheggio da ambedue i lati. È inoltre presente una pista ciclabile su sede dedicata.

## Bibliografia

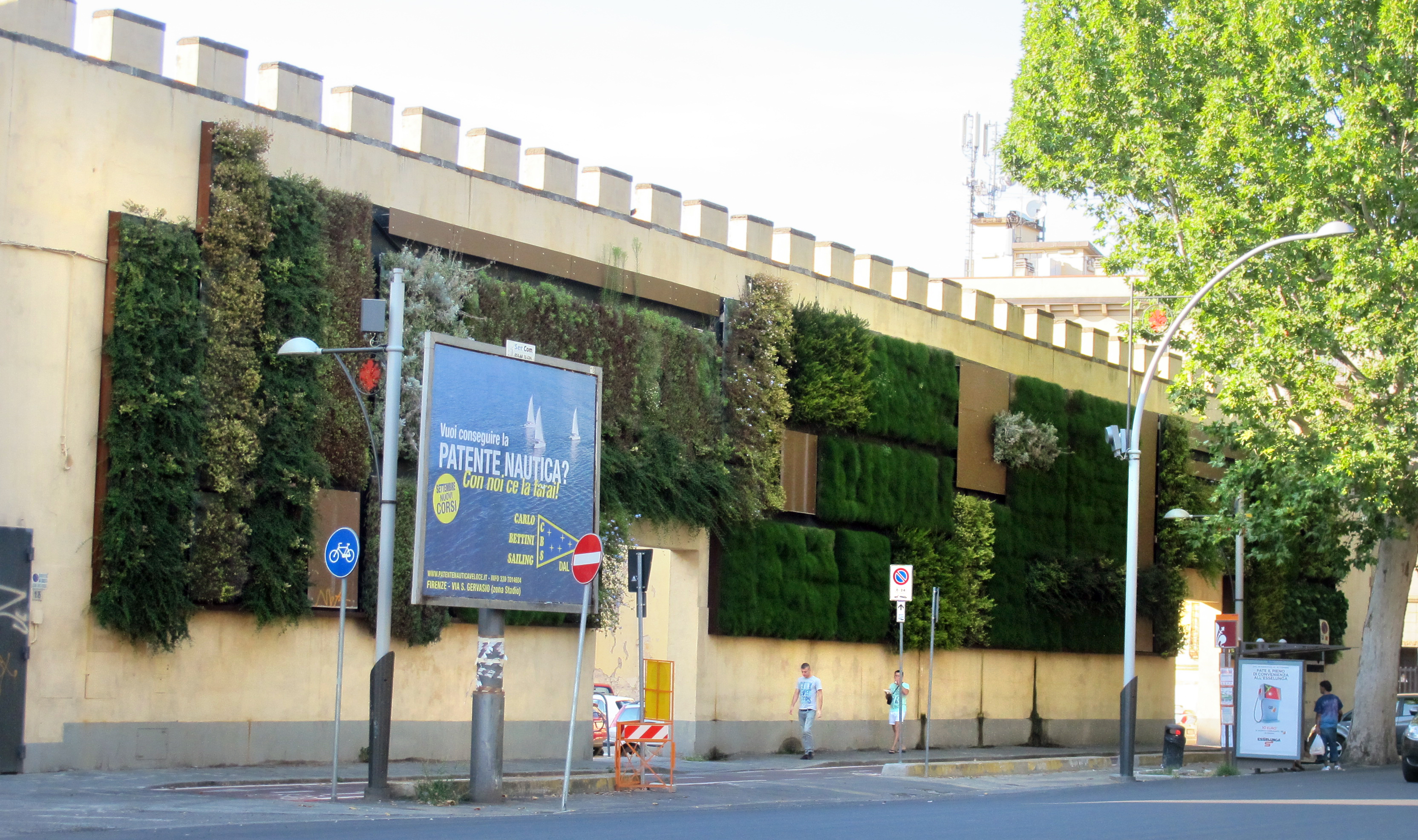
Il giardino pensile delle Murate

### Edifici
| Immagine | N°   | Nome                                                  | Descrizione |
| -------- | ---- | ----------------------------------------------------- | --- |
|          | 1    | Villino Coppini                                       | L'edificio presenta le caratteristiche proprie della villa, seppure di dimensioni contenute, con i fronti mossi e articolati da portici e terrazze, tutti arretrati rispetto alla linea stradale in modo da lasciare spazio a un breve giardino che lo circonda su tutti i lati e che lo nasconde in buona parte oltre il basso muro di cinta che perimetra la proprietà. Sulla base dei disegni pubblicati sul periodico "Ricordi di Architettura" il villino è riconducibile all'attività dell'architetto Pietro Berti, già attivo con varie realizzazioni su committenza alto borghese nelle nuove zone segnate dall'espansione edilizia della seconda metà dell'Ottocento, sia sui lungarni sia sui nuovi viali. Dopo un periodo di abbandono è stato completamente ristrutturato negli anni 2016-2018. |
|          | s.n. | Caserma Antonio Baldissera                            | Si affaccia sulla piazza anche un alto della Caserma Baldissera. La necessità di una caserma di cavalleria prossima al centro della città fece optare nel 1881 per sacrificare la zona verde a favore dell'insediamento militare, cedendo gratuitamente all'Amministrazione Militare tutta la grande area tra il lungarno e piazza Cesare Beccaria (compreso quindi anche il lotto sul quale attualmente insiste d'Archivio di Stato), e questo sulla base di varie considerazioni che tra l'altro tenevano di conto della parallela restituzione all'Istituto di Studi Superiori degli ambienti già destinati alle Scuderie di San Marco. Il cantiere portò alla realizzazione di un primo edificio che consentì già nel 1897 di ospitare l'8º Reggimento di Cavalleria Montebello. |
|          | s.n. | Pia Casa Montedomini                                  | Nel 1476, in questa vasta area, c'era un lazzaretto dedicato a san Sebastiano dove, tra il 1531 e il 1534, furono trasferite le suore francescane clarisse di Santa Maria Annunziata di Monticelli e quelle di Santa Maria Assunta di Montedomini, i cui conventi, posti fuori le mura, erano stati abbattuti nel 1529 per non offrire riparo alle truppe imperiali che cingevano d'assedio la città. A seguito delle soppressioni volute dal governo francese (1808 e 1810), l'architetto Giuseppe Del Rosso fu incaricato di riorganizzare i due conventi in un'unica struttura, atta ad accoglier il Deposito di mendicità, istituzione destinata ad ospitare i vecchi indigenti inabili al lavoro, ad assistere i bambini poveri e a isolare i minori corrigendi. La nuova struttura fu inaugurata nel dicembre del 1813 e nel 1816 trasformata in Pia Casa di Lavoro per volontà del granduca Ferdinando III. Con l'avvento del regno d'Italia, per decreto del re Vittorio Emanuele II, l'istituto venne riconosciuto come 'Opera Pia'. |
|          | 11   | Villino Travaglini                                    | Il villino, con ingresso sul viale della Giovine Italia 11, mostra i caratteri propri della residenza signorile. È riconducibile all'attività dell'architetto Torquato Del Lungo e databile agli anni ottanta dell'Ottocento. |
|          | s.n. | Complesso delle Murate                                | Nel 1424 il complesso, intitolato alla Santissima Annunziata e a Santa Caterina, accolse le monache di clausura cosiddette "murate" (o recluse volontarie), trasferitesi dalle cellette del ponte di Rubaconte. Il cenobio venne ristrutturato e ampliato prima nel 1471, a seguito di un incendio, poi nel 1571, dopo un'alluvione. Soppresso nel 1808, fu poi ristrutturato dall'architetto Domenico Giraldi nel 1845 ed usato come carcere fino agli anni ottanta. Una recente ristrutturazione ne ha ricavato residenze popolari, negozi, bar e ristoranti. Sul lato del viale si trova, dal 2013, un originale giardino pensile verticale. |
|          | 17   | Sede de La Nazione                                    | L'edificio fu progettato dall'architetto Pierluigi Spadolini e realizzato con un cantiere aperto nel 1961 e chiuso cinque anni dopo. Il fronte che guarda al viale questo è caratterizzato da un corpo centrale definito da elementi modulari prefabbricati che racchiudono strette vetrate rettangolari, in modo da determinare una estesa e serrata griglia con finestre su quattordici assi e tre piani, simili a feritoie. Questo corpo, sostenuto da colonne, ha sulla destra una struttura a forma di torre mentre sulla sinistra aggetta su via Ferdinando Paolieri, che così risulta parzialmente inglobata nell'edificio. L'uso della pietraforte in facciata (così come i temi della torre e delle feritoie) sono evidentemente da leggere nel segno di una volontà di ricollegarsi a una tradizione architettonica locale, e di dialogare con la vicina torre della Zecca che si pone come traguardo sul fiume di questo tratto dei viali.                                                                                         |
|          | s.n. | Casa della Gioventù Italiana del Littorio (distrutto) | In quest'area, fortemente segnata dal progetto di Giuseppe Poggi legato all'espansione della città negli anni di Firenze Capitale (1865-1871) e alla conseguente creazione dei viali, era la Casa della Gioventù Italiana del Littorio, eretta su progetto dell'architetto Aurelio Cetica nel 1938, e adibita dopo la guerra a vari usi, tra i quali quelli di palestra e cinema (cinema Cristallo). Demolito il precedente edificio tra il 1975 e il 1976 (con una sospensione per la rimozione di un ciclo di pitture murali voluta dalla Soprintendenza), fu costruito al suo posto l'Archivio di Stato. |
|          | s.n. | Archivio di Stato                                     | La necessità di provvedere a una nuova sede per l'Archivio di Stato già allocato presso la fabbrica degli Uffizi portò alla definizione di un progetto che prevedeva la demolizione del precedente edificio e la realizzazione della nuova fabbrica. Tale progetto fu definito da Italo Gamberini e da un gruppo di architetti da lui diretto. Il complesso fu inaugurato ufficialmente il 4 febbraio 1989. L'edificio, in cemento armato, è interamente rivestito con lastre di pietra artificiale (lastre in cemento caricato con inerti colorati). |